# 墨西哥中国文化中心
墨西哥中国文化中心（西班牙語：Centro Cultural de China en México），位于墨西哥合众国首都墨西哥城的一座中国文化中心，2013年6月4日正式成立，是中华人民共和国政府派驻到墨西哥的文化推广机构。

## 历史
2005年9月12日，中华人民共和国和墨西哥合众国两国政府在墨西哥城签署《中华人民共和国政府与墨西哥合众国政府关于在墨西哥城建立中国文化中心的谅解备忘录》。其后，由中华人民共和国文化部牵头，中墨双方有关部门数次会商后达成一致意见，确认以互换外交照会的形式完成墨西哥中国文化中心的注册。2012年10月25日，中墨双方完成外交照会的互换手续，中国文化中心在墨西哥正式注册。
2013年6月4日，中华人民共和国主席习近平与墨西哥总统恩里克·培尼亚·涅托在墨西哥城签署《中华人民共和国和墨西哥合众国联合声明》，声明提出“双方对墨西哥中国文化中心正式成立表示祝贺”。墨西哥中国文化中心是中国在美洲、拉美地区建立的首个中国文化中心。

## 职责
墨西哥中国文化中心作为中華人民共和国政府派驻海外的官方机构，被视为开展对外文化交流与合作的窗口、桥梁和平台，在向海外推介中华文化同时，也负责将国外优秀文化介绍到国内，以促进文化的发展与繁荣。墨西哥中国文化中心致力于推动中墨两国在文化、艺术、教育、科技和体育等领域的交流与合作，组织文化活动，开展教学培训，提供信息服务，推动文学作品的翻译和介绍。

## 办公信息
墨西哥中国文化中心办公地点位于墨西哥城米格尔·伊达尔戈区（Del. Miguel Hidalgo）洛马斯德查普尔特佩克社区（Col. Lomas de Chapultepec）拉斯帕尔马斯大道（Av. Paseo de las Palmas）550号。办公时间为周一至周五早上09:00-13:00，下午16:00-18:00，节假日除外。

## 活动信息
2013年7月，墨西哥中国文化中心与中国驻墨西哥大使馆文化处、墨西哥城索其米尔科区政府合作举办“2013年首届索其米尔科中国文化节”，此次文化节是墨西哥中国文化中心成立以来，与墨西哥当地合作举办的首次综合性文化活动。中国驻墨西哥大使曾钢，索其米尔科区区长米格尔·安赫尔·卡马，以及重庆市文化代表团团长、重庆市文化广播电视局副局长赵明全等及当地民众1500余人一同到索其米尔科区政府广场参加开幕式。
2013年8月，墨西哥中国文化中心和中国驻墨西哥大使馆、墨西哥城科约尔坎区政府合作举办“中国：传统与现代”文化节，此次的科约尔坎中国文化节在墨西哥城科约尔坎区百年纪念广场举办，到8月18日结束。中国驻墨西哥大使馆文化参赞张瑞和科约尔坎区文化局局长阿道夫·尤维雷斯等与近300名当地民众共同出席开幕式。
2018年7月，墨西哥文化部国际司司长希梅纳·拉腊·艾斯特拉达一行4人的墨西哥中国文化中心“合作伙伴团”到中国开展文化交流活动，7月21日经四川成都中转至西藏自治区进行为期6天的文化交流。
2023年5月21日，墨西哥中国文化中心与湖北省文化和旅游厅在墨西哥州特拉尔内潘特拉市文化艺术中心共同举办“茶和天下·雅集”文化沙龙活动。

## 备注
1. ↑  一说2012年年底成立[1]